# Stenoloba clara
Stenoloba clara är en fjärilsart som beskrevs av John Henry Leech 1889. Stenoloba clara ingår i släktet Stenoloba och familjen nattflyn. Inga underarter finns listade i Catalogue of Life.